# 33 Liberty Street
33 Liberty Street är ett höghus på Manhattan i New York, New York i USA. Den är dels huvudkontor till den regionala centralbanken Federal Reserve Bank of New York, som också äger den. Dels en guldreserv som förvarade omkring 6 190 ton investeringsguld åt USA, andra länder samt internationella organisationer för år 2019.
Hela konstruktionsprocessen varade från 1918 och till med 1924 till en kostnad på 23 miljoner amerikanska dollar. 1965 blev den ett byggnadsminne på delstatlig nivå medan den blev det nationellt 15 år senare.
Höghuset är 67,97 meter hög och har 14 våningar över jord medan minst fem våningar är under jord, däribland där guldreserven återfinns.